# Apocephalus satanus
Apocephalus satanus är en tvåvingeart som beskrevs av Brown 1994. Apocephalus satanus ingår i släktet Apocephalus och familjen puckelflugor.
Artens utbredningsområde är Costa Rica. Inga underarter finns listade i Catalogue of Life.